# Арена 2000
Универзални културни и спортски комплекс Арена 2000 (рус. Универсальный Культурно-Спортивный Комплекс Арена-2000) познатији као Арена 2000, вишенаменска је арена у Јарослављу, Русија. Отворена је 2001. године и има капацитет за око 9.000 људи. Пре свега се користи за утакмице хокеја на леду и домаћи је терен локалном тиму Локомотива Јарослављ. Такође се користи за концерте, изложбе, као и клизалиште.